# Sant Boi de Llobregat
Sant Boi de Llobregat este o localitate în Spania în comunitatea Catalonia în provincia Barcelona. În 2006 avea o populație de 83.368 locuitori cu o suprafață de 22 km2.
1. ↑  Nomenclátor Geográfico de Municipios y Entidades de Población (20240402 edition)
2. ↑   http://www.sbn.cat/2014/05/11/lluisa-moret-nova-alcaldessa-de-sant-boi/ Lipsește sau este vid: |title= (ajutor)
3. 1 2   http://www.idescat.cat/pub/?id=aec&n=925&t=2016 Lipsește sau este vid: |title= (ajutor)